# La Serre-Bussière-Vieille
La Serre-Bussière-Vieille é uma comuna francesa na região administrativa da Nova Aquitânia, no departamento de Creuse. Estende-se por uma área de 14,41 km². Em 2010 a comuna tinha 123 habitantes (densidade: 8,5 hab./km²).